# 东南镇
东南镇，是中华人民共和国陕西省宝鸡市陇县下辖的一个行政建制镇。

## 行政区划
东南镇下辖以下地区：
梁家村、边家庄村、张家庄村、高庙村、菜园村、郑家沟村、纸沟村、黄花峪村、东兴村、后沟村、河沟村、牙科村、申家咀村、磨儿塬村、梁甫村、予村、闫家庵村、盘艾村、杨家坡村、焦家山村、鸡家庄村和丁马村。